# Aleksandar Tomašević
Aleksandar Tomašević (in serbo Александар Томашевић?; Belgrado, 19 novembre 1908 – Belgrado, 21 febbraio 1988) è stato un allenatore di calcio e calciatore jugoslavo, di ruolo attaccante.

## Statistiche

### Cronologia presenze e reti in nazionale
| Cronologia completa delle presenze e delle reti in nazionale ― Jugoslavia | Cronologia completa delle presenze e delle reti in nazionale ― Jugoslavia | Cronologia completa delle presenze e delle reti in nazionale ― Jugoslavia | Cronologia completa delle presenze e delle reti in nazionale ― Jugoslavia | Cronologia completa delle presenze e delle reti in nazionale ― Jugoslavia | Cronologia completa delle presenze e delle reti in nazionale ― Jugoslavia | Cronologia completa delle presenze e delle reti in nazionale ― Jugoslavia | Cronologia completa delle presenze e delle reti in nazionale ― Jugoslavia |
| Data                                                                      | Città                                                                     | In casa                                                                   | Risultato                                                                 | Ospiti                                                                    | Competizione                                                              | Reti                                                                      | Note                                                                      |
| ------------------------------------------------------------------------- | ------------------------------------------------------------------------- | ------------------------------------------------------------------------- | ------------------------------------------------------------------------- | ------------------------------------------------------------------------- | ------------------------------------------------------------------------- | ------------------------------------------------------------------------- | ------------------------------------------------------------------------- |
| 15-3-1931                                                                 | Belgrado                                                                  | Jugoslavia                                                                | 4 – 1                                                                     | Grecia                                                                    | Coppa dei Balcani                                                         | 3                                                                         |                                                                           |
| 4-10-1931                                                                 | Sofia                                                                     | Bulgaria                                                                  | 3 – 2                                                                     | Jugoslavia                                                                | Coppa dei Balcani                                                         | -                                                                         |                                                                           |
| 18-3-1934                                                                 | Sofia                                                                     | Bulgaria                                                                  | 1 – 2                                                                     | Jugoslavia                                                                | Amichevole                                                                | -                                                                         | 32’                                                                       |
| 3-6-1934                                                                  | Belgrado                                                                  | Jugoslavia                                                                | 8 – 4                                                                     | Brasile                                                                   | Amichevole                                                                | -                                                                         | 46’                                                                       |
| 25-12-1934                                                                | Belgrado                                                                  | Jugoslavia                                                                | 4 – 3                                                                     | Bulgaria                                                                  | Amichevole                                                                | 1                                                                         |                                                                           |
| 1-1-1935                                                                  | Atene                                                                     | Jugoslavia                                                                | 4 – 0                                                                     | Romania                                                                   | Coppa dei Balcani                                                         | 2                                                                         |                                                                           |
| 10-5-1936                                                                 | Bucarest                                                                  | Romania                                                                   | 3 – 2                                                                     | Jugoslavia                                                                | Amichevole                                                                | 1                                                                         |                                                                           |
| 12-7-1936                                                                 | Istanbul                                                                  | Turchia                                                                   | 3 – 3                                                                     | Jugoslavia                                                                | Amichevole                                                                | 1                                                                         |                                                                           |
| 13-12-1936                                                                | Parigi                                                                    | Francia                                                                   | 1 – 0                                                                     | Jugoslavia                                                                | Amichevole                                                                | -                                                                         |                                                                           |
| 1-8-1937                                                                  | Belgrado                                                                  | Jugoslavia                                                                | 3 – 1                                                                     | Turchia                                                                   | Amichevole                                                                | -                                                                         | 41’                                                                       |
| 8-5-1938                                                                  | Bucarest                                                                  | Romania                                                                   | 0 – 1                                                                     | Jugoslavia                                                                | Amichevole                                                                | -                                                                         |                                                                           |
| 22-5-1938                                                                 | Genova                                                                    | Italia                                                                    | 4 – 0                                                                     | Jugoslavia                                                                | Amichevole                                                                | -                                                                         |                                                                           |
| Totale                                                                    |                                                                           | Presenze                                                                  | 12                                                                        |                                                                           | Reti                                                                      | 8                                                                         |                                                                           |

## Palmarès

### Giocatore

#### Individuale
- Capocannoniere della Coppa dei Balcani per nazioni: 1

1934-1935

### Allenatore

#### Competizioni nazionali
- Campionato jugoslavo: 1

Hajduk Spalato: 1954-1955